# 제러미 레이 테일러
제러미 레이 테일러(영어: Jeremy Ray Taylor, 2003년 6월 2일 ~ )는 미국의 배우이다. 2017년 영화 《그것》에서 벤 핸스컴 역, 2018년 영화 《구스범스: 몬스터의 역습》에서 소니 퀸 역으로 잘 알려져 있다.

## 출연 작품

### 영화
- 42 (2013)
- 앤트맨 (2015)
- 앨빈과 슈퍼밴드: 악동 어드벤처 (2015)
- 그것 (2019) - 벤 역
- 지오스톰 (2017) - 에밋 역
- 구스범스: 몬스터의 역습 (2018) - 소니 역
- 그것: 두 번째 이야기 (2019) - 어린 벤 역
- 시니어 이어 (2022) - 닐 처드 역

### 텔레비전
- Are You Afraid of the Dark? (2019)
- 빅 스카이 (2021)